# Assemblage 23
Der in Seattle lebende Tom Shear gründete 1998 das Future-Pop-Projekt Assemblage 23.
Er besaß schon vor der Gründung Musikerfahrungen, da er in einer Punk-Band Bass spielte und auch zuhause an Synthiepop-Stücken arbeitete.
Als im Vorprogramm eines Depeche-Mode-Konzerts ein DJ Industrial- und EBM-Tracks laufen ließ, war Tom Shear davon so inspiriert, dass er Assemblage 23 gründete. Der Name ist dabei willkürlich gewählt.
Unterstützt wird Tom Shear bei Live-Auftritten von Paul Seegers (Keyboard) und Kevin Choby (Schlagzeug).

## Diskografie
Alben
- 2000: Contempt
- 2001: Failure
- 2001: Addendum
- 2002: Defiance
- 2002: Document
- 2004: Storm
- 2007: Meta
- 2008: Early, Rare, And Unreleased 1988–1998
- 2009: Early, Rare, And Unreleased: Volume Two
- 2009: Compass
- 2012: Bruise
- 2016: Endure
- 2020: Mourn

Singles
- 2001: Disappoint
- 2002: Document
- 2004: Let The Wind Erase Me
- 2004: Ground
- 2007: Binary
- 2009: Spark